# Доктор Дулитъл (филм, 1998)
Вижте пояснителната страница за други значения на Доктор Дулитъл.
„Доктор Дулитъл“ (на английски: Dr. Dolittle) е американска комедия от 1998 г. под режисурата на Бети Томас по романа на писателя Хю Лофтинг „Историята на доктор Дулитъл“.

## Сюжет
Доктор Дулитъл (Еди Мърфи) е способен лекар, който като дете придобива дарбата да говори с животните и да разбира какво те му говорят. След това обаче я потиска и постига много успешна кариера като лекар.
Тогава, вече възрастен, той открива, че отново може да говори с животните. Впоследствие всевъзможни обитатели на животинския свят започват да търсят от него медицинска помощ, което напълно обърква живота и кариерата му.

## Дублажи

### Арс Диджитал Студио/Мейстар/ (1999)
| Превод              | Георги Добрев                                                |
| Тонрежисьор         | Венислава Николова                                           |
| Режисьор на дублажа | Чавдар Монов                                                 |
| Озвучаващи артисти  | Венета Зюмбюлева Стефан Димитриев Георги Тодоров Иван Райков |

### БНТ(2003)
| Преводач            | Кристин Балчева                                                                                   |
| Редактор            | Венка Ризова                                                                                      |
| Тонрежисьор         | Трендафилка Немска                                                                                |
| Режисьор на дублажа | Димитър Караджов                                                                                  |
| Озвучаващи артисти  | Таня Димитрова Живка Донева Петя Абаджиева Владимир Пенев Веселин Ранков Иван Райков Даниел Цочев |

### bTV(2006)
| Озвучаващи артисти | Христина Ибришимова Василка Сугарева Николай Николов Кирил Бояджиев Цанко Тасев Веселин Ранков |

1. ↑  Box Office Mojo.   Посетен на 7 март 2019 г.